# Indianapolis 500 in 1913
De 3e Indianapolis 500 werd gereden op vrijdag 30 mei 1913 op de Indianapolis Motor Speedway. Frans coureur Jules Goux won de race in een Peugeot.

## Startgrid

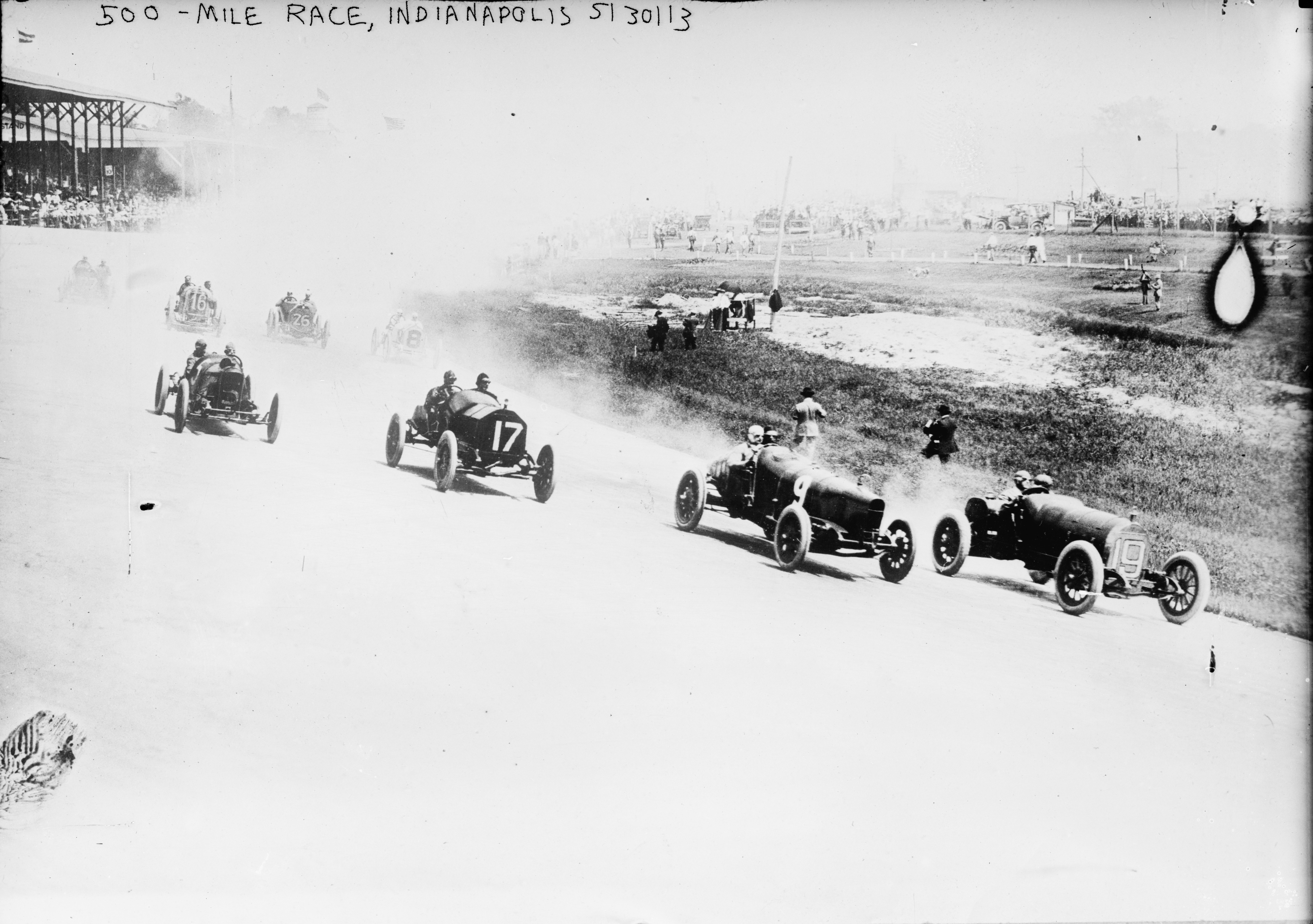
De race.

De startvolgorde werd bepaald door loting. Voorwaarde voor deelname was dat elke coureur ten minste één ronde kon afleggen met een snelheid van 120,7 km/h of meer.
| Rij | Binnen           | Mid-links       | Mid-rechts      | Buiten         |
| --- | ---------------- | --------------- | --------------- | -------------- |
| 1   | Caleb Bragg      | Albert Guyot    | Billy Liesaw    | Robert Evans   |
| 2   | Don Herr         | Harry Grant     | Jules Goux      | Teddy Tetzlaff |
| 3   | Bill Endicott    | Harry Endicott  | Billy Knipper   | Ralph DePalma  |
| 4   | Theodore Pilette | Gil Anderson    | Willie Haupt    | Charles Merz   |
| 5   | Johnny Jenkins   | Vincenzo Trucco | Spencer Wishart | Howdy Wilcox   |
| 6   | Bob Burman       | Ralph Mulford   | Louis Disbrow   | Joe Nikrent    |
| 7   | Jack Tower       | Paul Zuccarelli | George Clark    |                |

## Race
| #                                  | Coureur          | Auto                   | Ronden | Opgave     |
| ---------------------------------- | ---------------- | ---------------------- | ------ | ---------- |
| 1                                  | Jules Goux       | Peugeot                | 200    | 6:35:05    |
| 2                                  | Spencer Wishart  | Mercer                 | 200    | 6:48:13    |
| 3                                  | Charlie Merz     | Stutz-Wisconsin        | 200    | 6:48:49    |
| 4                                  | Albert Guyot     | Sunbeam                | 200    | 7:02:58    |
| 5                                  | Theodore Pilette | Mercedes-Knight        | 200    | 7:20:13    |
| 6                                  | Howdy Wilcox     | Gray Fox-Pope Hartford | 200    | 7:23:26    |
| 7                                  | Ralph Mulford    | Mercedes               | 200    | 7:28:05    |
| 8                                  | Louis Disbrow    | Case                   | 200    | 7:29:09    |
| 9                                  | Willie Haupt     | Mason-Duesenberg       | 200    | 7:52:35    |
| 10                                 | George Clark     | Tulsa-Wisconsin        | 200    | 7:56:14    |
| 11                                 | Bob Burman       | Keeton-Wisconsin       | N.B.   |            |
| 12                                 | Gil Anderson     | Stutz-Wisconsin        | 187    | Mechanisch |
| 13                                 | Robert Evans     | Mason-Duesenberg       | 158    | Mechanisch |
| 14                                 | Billy Liesaw     | Anel-Buick             | 148    | Mechanisch |
| 15                                 | Caleb Bragg      | Mercer                 | 128    | Mechanisch |
| 16                                 | Billy Knipper    | Henderson-Duesenberg   | 125    | Mechanisch |
| 17                                 | Teddy Tetzlaff   | Isotta                 | 118    | Mechanisch |
| 18                                 | Joe Nikrent      | Case                   | 67     | Mechanisch |
| 19                                 | Jack Tower       | Mason-Duesenberg       | 51     | Ongeval    |
| 20                                 | Vincenzo Trucco  | Isotta                 | 39     | Mechanisch |
| 21                                 | Harry Endicott   | Nyberg                 | 23     | Mechanisch |
| 22                                 | Paul Zuccarelli  | Peugeot                | 18     | Mechanisch |
| 23                                 | Ralph DePalma    | Mercer                 | 15     | Mechanisch |
| 24                                 | Harry Grant      | Isotta                 | 14     | Mechanisch |
| 25                                 | Johnny Jenkins   | Schacht                | 13     | Mechanisch |
| 26                                 | Don Herr         | Stutz-Wisconsin        | 7      | Mechanisch |
| 27                                 | Bill Endicott    | Case                   | 1      | Mechanisch |
| Gemiddelde snelheid : 122,202 km/h |                  |                        |        |            |